# Acqua e Sapone Calcio a 5 2020-2021
La voce raccoglie i dati riguardanti l'Acqua e Sapone Calcio a 5, squadra di calcio a 5 militante in serie A, nelle competizioni ufficiali della stagione sportiva 2020-2021.

## Trasferimenti

### Sessione estiva
| Alen Fetić       | Dobovec    |
| Cristiano Fusari | C.M.B.     |
| Misael Gonçalves | Pescara    |
| Rafael Rizzi     | Real Rieti |
| Carlo La Bella   |            |
| Lukaian Baptista | Real Rieti |

| Luciano Avellino   | Cartagena    |
| Leandro Liviero    | svincolato   |
| Jesulito           | Córdoba      |
| Jonas Pinto Junior | Halle-Gooik  |
| Douglas Nicolodi   | Sandro Abate |
| William Rocha      | C.M.B.       |
| Fabinho            | CDM Genova   |

### Sessione invernale
| Rodrigo Trentin | Foz Cataratas |
| Enrico Ricordi  | Meta Catania  |

| Carlo La Bella     | Active Network |
| Leandro Liviero    | Cisterna       |
| Francesco Mambella | Meta Catania   |

## Prima squadra
| N° | Naz.                | Ruolo | Sportivo             | Anno       |  |  |
| -- | ------------------- | ----- | -------------------- | ---------- |  |  |
| 1  | Italia (bandiera)   | POR   | Stefano Mammarella   | 02.02.1984 |  |  |
| 5  | Italia (bandiera)   | LAT   | Francesco Patricelli | 22.05.1998 |  |  |
| 7  | Italia (bandiera)   | LAT   | Cristiano Fusari     | 03.10.1991 |  |  |
| 8  | Italia (bandiera)   | DIF   | Murilo Ferreira      | 10.03.1989 |  |  |
| 9  | Italia (bandiera)   | UNI   | Fabricio Calderolli  | 22.01.1986 |  |  |
| 10 | Italia (bandiera)   | LAT   | Wellington Coco      | 20.01.1988 |  |  |
| 11 | Italia (bandiera)   | PIV   | Guilherme Gaio       | 04.11.1991 |  |  |
| 12 | Italia (bandiera)   | POR   | Francesco Mambella   | 06.07.1989 |  |  |
| 12 | Italia (bandiera)   | POR   | Enrico Ricordi       | 09.07.1996 |  |  |
| 19 | Italia (bandiera)   | PIV   | Carlo La Bella       | 22.03.1995 |  |  |
| 20 | Brasile (bandiera)  | LAT   | Misael Gonçalves     | 04.08.1995 |  |  |
| 21 | Slovenia (bandiera) | LAT   | Alen Fetić           | 09.06.1988 |  |  |
| 27 | Brasile (bandiera)  | LAT   | Rafael Rizzi         | 01.05.1993 |  |  |
| 30 | Brasile (bandiera)  | DIF   | Eduardo Farias       | 08.07.1996 |  |  |
| 34 | Italia (bandiera)   | LAT   | Carlo Zappacosta     | 06.09.2000 |  |  |
| 89 | Italia (bandiera)   | POR   | Luca Cornacchia      | --.--.---- |  |  |
| 94 | Brasile (bandiera)  | LAT   | Rodrigo Trentin      | 14.08.1994 |  |  |
| 99 | Brasile (bandiera)  | PIV   | Lukaian Baptista     | 07.04.1983 |  |  |

## Under-19
| N° | Naz.              | Ruolo | Sportivo        | Anno       |  |  |
| -- | ----------------- | ----- | --------------- | ---------- |  |  |
| 6  | Italia (bandiera) | PIV   | Danilo Marrazzo | 09.09.2001 |  |  |
| 16 | Italia (bandiera) | POR   | Alessandro Fior | 26.04.2001 |  |  |